# Hip-hop iranien
Le hip-hop iranien, aussi appelé hip-hop persan,, désigne la scène et la culture du hip-hop ayant émergé en Iran,,. La musique est ancrée dans le hip-hop américain, et aussi créditée pour s'être inspiré de la musique iranienne contemporaine.

## Histoire
Le hip-hop iranien émerge dans les années 2000, à Téhéran, la capitale de l'Iran.
Le groupe 021 est l'un des tout premiers de la scène en Iran. Il est formé par Soroush Lashkari, mieux connu sous le nom de scène Hichkas. Il même le hip-hop à des éléments de musique traditionnelle iranienne, accompagné d'un style lyrique unique théiste et nationaliste, évitant tout le langage vulgaire et tout sujet lié aux conflits sociaux. Son premier album, Jangale Asfalt, est l'un des premiers albums de rap iranien, qui amènera son nom à la popularité.
Zedbazi, formé en avril 2002, est connu comme pionnier du gangsta rap en Iran,. Le groupe atteint rapidement le succès chez les jeunes, en particulier grâce à l'usage de mots vulgaires et ses paroles liées au sexe et à la drogue. Il est aussi crédité pour avoir lancé une nouvelle forme de hip-hop en Iran.
Bahram Nouraei, un rappeur iranien underground est cité comme l'« un des plus 50 [rappeurs] les importants de la culture du Moyen-Orient » par le Huffington Post et Al-Monitor,. Son premier album, 24 Saat, publié en août 2008, est décrit comme puissant au sein de la société iranienne par Rolling Stone.
Yas est le premier rappeur iranien autorisé à jouer en public par le gouvernement,. Le 21 décembre 2011, il est sélectionné musicien de la semaine par MTV Iggy.
Hangi Tavakoli est l'un des fondateurs du hip-hop old school en Iran.  cause de pressions exercées par le gouvernement, il devra quitter le pays en 2011. Il fondera par la suite son propre label, Flipside Production. 
Toomaj (Tomaj Salehi) fait de la critique sociale et de la contestation de la République islamique les principaux thèmes de ses chansons. Il est arrêté une première fois en septembre 2021 puis lors des manifestations de 2022. 